# Lasioglossum pilosicaudum
Lasioglossum pilosicaudum är en biart som först beskrevs av Cockerell 1937.  Lasioglossum pilosicaudum ingår i släktet smalbin, och familjen vägbin. Inga underarter finns listade i Catalogue of Life.